# Noriko H. Arai
Pour les articles homonymes, voir Arai (homonymie).
Noriko H. Arai (新井 紀子, Arai Noriko) (née en 1962) est une chercheuse japonaise en logique mathématique et intelligence artificielle connue pour son travail sur un projet de développement d'un programme appelé « Todai » capable de passer les examens d'entrée de l'université de Tokyo.
Cette intelligence artificielle « Todai » (qui est également le surnom de l'université de Tokyo) se classe dans le top 1% des étudiants japonais en mathématiques et passe le concours d'entrée à 70 %. À la suite de ces résultats, elle annonce son inquiétude au sujet de l'éducation car son programme ignore ce qu'est un concept ou une idée et arrive tout de même à passer les concours d'entrée auxquels les étudiants échouent.
Elle est l'un des 15 chercheurs en intelligence artificielle invités par le président français Emmanuel Macron à assister en mars 2018 à la présentation de la nouvelle initiative française majeure en matière de recherche sur l'intelligence artificielle.

## Biographie
Née à Tokyo, Arai est diplômée en droit de l'université Hitotsubashi puis, en 1985, en mathématique de l'université de l'Illinois à Urbana-Champaign. Elle passe son doctorat à l'université de technologie de Tokyo et devient professeure dans la division de recherche sur l’information et la société au National Institute of Informatics (en) en 2001.
Son projet vise à réussir à achever un programme appelé « Todai » pouvant réussir les examens d'entrée de l'université de Tokyo en 2021. Elle devient directrice du projet en 2011. Lors de la conférence TED de 2017, elle indique que son programme obtient un score supérieur à celui de 80% des candidats à l'université et considère ce succès comme une preuve que l'éducation humaine devrait se concentrer davantage sur la résolution de problèmes et la créativité, et moins sur l'apprentissage par cœur.
Arai est également la fondatrice de Researchmap, le « plus grand réseau social pour chercheurs du Japon ».